# Boaz Modai
Boaz Modai ist ein israelischer Diplomat und Botschafter.

## Leben
Boaz Modai war eines der drei Kinder des Diplomaten und späteren Politikers Jitzchak Modai und dessen Frau Michal Modai.
Während seiner diplomatischen Karriere war er unter anderem an den israelischen Botschaften in Guatemala, in London und in Rom beim Heiligen Stuhl tätig. 2010 wurde er israelischer Botschafter in Irland und löste damit Zion Evrony ab. In Irland blieb er bis September 2015, er wurde dort als Botschafter von Zeev Boker abgelöst. Im Oktober 2019 wurde Moda'i Botschafter Israels in der Slowakei.
Modai ist verheiratet und hat vier Kinder. Neben Iwrit und englisch spricht er fließend italienisch.